# 印多福農業
印多福農業資源有限公司，簡稱印多福農業資源，以及印多福資源（英語：Indofood Agri Resources Limited，SGX：5JS）是一家印度尼西亚农业公司。

## 历史
在1972年由印尼三林集團成立前身為農業部，除了是印多福食品股份有限公司旗下公司，也是第一太平有限公司聯營公司，持有68.95%股權。
也就是由CityAxis Holdings Limited在2007年2月14日（情人節日子）換取於新加坡交易所上市，同時由凱利板轉為主板類別。
現時首席執行官為Mark Julian Wakeford。總部位於8 Eu Tong Sen Street, #16-96/97 The Central Singapore 059818，以及Sudirman Plaza Indofood Tower, 27th Floor Jl. Jend. Sudirman Kav. 76-78 Jakarta。據了解，2007年1月初，把印多福農業旗下在印尼經營及生產食用油及油脂和種植業，注入當時上市公司CityAxis Holdings Limited已完成。

## 連結
- IndoFoodAgri.com （页面存档备份，存于）